# Lanoe Hawker
Lanoe George Hawker VC, DSO (30 de dezembro de 1890 — 23 de novembro de 1916) foi um ás da aviação britânico, com sete vitórias creditadas, durante a Primeira Guerra Mundial. Foi o primeiro ás voador britânica, e o terceiro piloto a receber a Cruz Vitória, o maior e mais prestigiado prêmio por bravura em face do inimigo que pode ser atribuída a forças britânicas e da Comunidade de Nações. Foi morto em um duelo com o ás alemão Manfred von Richthofen ("O Barão Vermelho").

## Início de vida
Filho de uma família militar distinta, Hawker nasceu no dia 30 de dezembro de 1890 em Longparish, Hampshire, na Inglaterra. Lanoe foi enviado para Stubbington House School e com 11 anos de idade ao Colégio da Marinha Real de Dartmouth, mas apesar de muito inteligente e um desportista entusiasta, suas notas foram decepcionantes. Como uma carreira naval tornou-se mais improvável, ele entrou para a Real Academia Militar de Woolwich antes de entrar para a Royal Engineers, como um oficial cadete. Um inventor inteligente, Hawker desenvolveu um grande interesse em todos os desenvolvimentos mecânicos e de engenharia. Durante o verão de 1910, ele viu um filme com a Wright Flyer e depois de participar de um voo de exibição em Bournemouth, ele rapidamente encontrou um interesse na aviação, aprendendo a voar por  conta própria em Hendon. Em 4 de março de 1913, Hawker foi premiado com o Certificado do Aviador N°. 435 pela Royal Aero Club.
Promovido a primeiro tenente, em outubro de 1913, foi afixado em Cork Harbour com a 33ª Companhia de Fortaleza. O seu pedido de fixação à Royal Flying Corps foi concedido e ele relatou para a Central Flying School em Upavon em 1° de agosto de 1914.

## Com a RFC

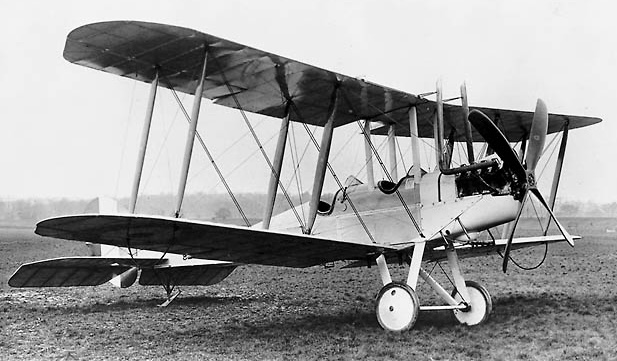
Um BE2c

Hawker foi enviado à França em outubro de 1914, como capitão do Esquadrão Nº. 6 da Royal Flying Corps, voando com Henri Farman. O esquadrão voou no B.E. 2c e ele empreendeu numerosas missões de reconhecimento em 1915, sendo ferido uma vez. Em 22 de abril, foi condecorado com a Ordem de Serviços Distintos por atacar um zeppelin alemão aterrissando em Gontrode soltando granadas de mão em baixo nível (abaixo de 60 metros) de seu B.E. 2c. Usou um balão alemão preso para ajudar a protegê-lo do incêndio no terreno inimigo e assim fez sucessivos ataques. Durante a Segunda Batalha de Ypres, Hawker foi ferido no pé por fogo antiaéreo. Para o restante da batalha, ele teve que ser carregado até seu avião, mas se recusou a ser imobilizado até a luta acabar.